# Mycalesis latistriata
Mycalesis latistriata är en fjärilsart som beskrevs av Clayton Dissinger Mell 1942. Mycalesis latistriata ingår i släktet Mycalesis och familjen praktfjärilar. Inga underarter finns listade i Catalogue of Life.